# EMachines
eMachines（全稱：eMachines, Inc.）是美國的入門級電腦品牌。 2004年，它被Gateway收購，後來又被宏碁在2007年收購。eMachines品牌於2013年停產。

## 歷史
- 1998年9月，成立eMachines。
- 2004年3月11日，Gateway收購eMachines。
- 2006年9月，收購Packard Bell。
- 2007年10月16日，宏碁收購Gateway及子公司eMachines，但不包括Packard Bell。
- 2008年1月，宏碁收購Packard Bell。

## 外部連結
- （英文）eMachines全球（页面存档备份，存于）
- （美式英语）eMachines美國（页面存档备份，存于）
- （简体中文）eMachines中國（页面存档备份，存于）
- （繁體中文）eMachines台灣（页面存档备份，存于）
- （繁體中文）eMachines香港（页面存档备份，存于）